# Cantón de Maizières-lès-Metz
El cantón de Maizières-lès-Metz era una división administrativa francesa, que estaba situada en el departamento de Mosela y la región de Lorena.

## Composición
El cantón estaba formado por cinco comunas:
- Hagondange
- Hauconcourt
- Maizières-lès-Metz
- Semécourt
- Talange

## Supresión del cantón de Maizières-lès-Metz
En aplicación del Decreto nº 2014-183 de 18 de febrero de 2014, el cantón de Maizières-lès-Metz fue suprimido el 22 de marzo de 2015 y sus 5 comunas pasaron a formar parte del nuevo cantón de Sillón de Mosela.